# 小花地笋
小花地笋（学名：Lycopus parviflorus）为唇形科地笋属下的一个种。其种加词“Parviflorus”意为“小花的”。
现接受名为小花地瓜苗（Lycopus uniflorus Michx., 1803）。